# Марушко Тетяна Вікторівна
Марушко Тетяна Вікторівна (нар. 9 червня 1957) — науковець, професор. Завідувач кафедри педіатрії-2 НМАПО імені П. Л. Шупика. Головний позаштатний спеціаліст Департаменту охорони здоров'я КМДА за спеціальністю «Дитяча кардіоревматологія», вчений секретар журналу «Сучасна педіатрія».

## Біографічні відомості
Народилася 09.06.1957 р. в с. Хмільове Кіровоградської області в родині службовців.
1976—1982 рр. навчалась на педіатричному факультеті Київського медичного інституту ім. О. О. Богомольця, закінчила з відзнакою. Занесена в Золоту Книгу Пошани Київського медичного інституту. Працювала лікарем.
З 1994 р. працювала асистентом, з 2003 р. — доцентом, з 2010 р. — професором кафедри педіатрії № 2, з 2016 р. — декан педіатричного факультету, з 2017 р. обрана на посаду завідувача кафедри педіатрії-2 НМАПО імені П. Л. Шупика.

## Освіта
1993 р. захистила кандидатську дисертацію, 2006 р. — захистила докторську дисертацію на тему «Ювенільний ревматоїдний артрит: особливості діагностики та лікування».

## Наукова та громадська діяльність
З 2012 р. очолювала учбово-методичну комісію Інституту сімейної медицини. Входить в колектив авторів тестової атестаційної комп'ютерної програми «Педіатрія»[джерело?], «Дитяча кардіоревматологія».
З 2010 р. головний позаштатний спеціаліст Департамента охорони здоров'я Києва із спеціальності «Дитяча кардіоревматологія», голова громадської організації «Асоціація дитячих кардіоревматологів Києва», очолює програму лікування хворих на ювенільний ревматоїдний артрит імунобіологічними препаратами на виконання заходів Київської міської цільової програми «Здоров'я киян»[джерело?].
Співавтор першої клінічної настанови та протоколу терапії хворих на ЮРА в Україні, за наказом МОЗ України голова комісії по кожнорічному перегляду протоколу по ЮРА, секретар робочої групи з розробки клінічного протоколу медичної допомоги дітям з ювенільним артритом.

## Учні
Підготувала 5 магістрів, одного кандидата наук[джерело?].

## Ключові публікації
Автор більше 300 робіт.
1. «Педіатрія. Національній підручник за редакцією професора В. В. Бережного», Том І, Київ, 2013.
2. «Клінічна ревматологія дитячого віку», співавтор «Еталонів практичних навиків для лікарів загальної практики — сімейної медицини» за редакцією Вороненка Ю. В., Лисенка Г.І (2013);
3. «Актуальні питання педіатрії у практиці сімейного лікаря» за редакцією академіка НАМН України Ю. В. Вороненка, О. Г. Шекери, В. В. Бережного (2015);
4. «Тести з педіатрії» Збірник питань та тестових завдань для комп'ютерного контролю за спеціальністю «Педіатрія» (2015)[7].